# Илдымкасы
Илдымкасы́ (чув. Йăлтăм) — деревня в Вурнарском районе Чувашской Республики. Входит в состав Азимсирминского сельского поселения.

## География
Находится в центральной части Чувашии, на расстоянии приблизительно 19 км на север-северо-запад по прямой от районного центра посёлка Вурнары на левобережье речки Хирлеп.

## История
Известна с 1858 года как околоток деревни Четвёртая Тинсарина (ныне не существует), когда здесь было учтено 139 жителей. В 1906 году было учтено 27 дворов и 138 жителей, в 1926 — 28 дворов, 136 жителей, в 1939 — 149 жителей, в 1979 — 115. В 2002 году было 34 двора, в 2010 — 24 домохозяйства. В 1931 году был образован колхоз «Строитель», в 2010 действовали ООО "Агрофирма «Фавн», ООО "Агрофирма «Бизон».

## Население
Постоянное население составляло 97 человек (чуваши 98 %) в 2002 году, 64 — в 2010.